# Hoplojana purpurata
Hoplojana purpurata är en fjärilsart som beskrevs av Wichgraf 1920. Hoplojana purpurata ingår i släktet Hoplojana och familjen Eupterotidae. Inga underarter finns listade i Catalogue of Life.